# Tom Beard
Thomas Simon Henry Beard, meglio noto come Tom Beard (Lambeth, 25 aprile 1965 – 20 luglio 2015), è stato un attore inglese.
Dal 1992 fino alla morte fu sposato con Polly Hitching, da cui ha avuto due figli.
È morto nel 2015 a 50 anni.

## Filmografia parziale

### Cinema
- Hereafter, regia di Clint Eastwood (2010)
- Il pescatore di sogni (Salmon Fishing in the Yemen), regia di Lasse Hallström (2011)

### Televisione
- L'ispettore Barnaby (Midsomer Murders) – serie TV, episodi 5x04-11x06 (2002-2008)
- L'ispettore Gently (Inspector George Gently) – serie TV, 1 episodio (2008)
- Il commissario Wallander (Wallander) – serie TV, 3 episodi (2008)